# Yvan Neyou
Yvan Neyou Noupa (Douala, 3 gennaio 1997) è un calciatore camerunese, centrocampista del Getafe e della nazionale camerunese.

## Caratteristiche tecniche
È un centrocampista difensivo.

## Carriera

### Club
Cresciuto nel settore giovanile del Sedan, sul finire della stagione 2015-2016 ha iniziato ad essere aggregato alla prima squadra, debuttando il 27 maggio in occasione dell'incontro di Championnat National perso 3-0 contro il Châteauroux. Confermato nella rosa della stagione successiva, le sue buone prestazioni hanno destato l'interesse di Standard Liegi e Paris Saint-Germain, ma è il Laval che ne ha acquisito il cartellino nel mercato invernale del 2017. Inizialmente aggregato alla squadra riserve, il 10 febbraio seguente ha debuttato in Ligue 2 subentrando a Romain Bayard nel secondo tempo dell'incontro pareggiato 1-1 contro il Red Star. Retrocesso al termine della stagione, si è alternato fra prima e seconda squadra anche nel campionato 2017-2018, giocando 17 presenze nella terza serie francese e segnando una rete, la prima in carriera, contro l'AS Béziers. Nel mercato estivo del 2018 si è trasferito in Portogallo firmando con il Braga, che lo ha inserito nella propria squadra riserve dove ha giocato per due stagioni, prima in Segunda Liga e poi nel Campeonato de Portugal.
Il 9 luglio 2020 è stato ceduto in prestito al Saint-Étienne, con cui ha debuttato due settimane più tardi giocando il secondo tempo della finale di Coppa di Francia persa 1-0 contro il Paris Saint-Germain. Il 17 settembre seguente ha debuttato in Ligue 1 giocando il match vinto 2-0 contro l'Olympique Marsiglia.
Il 31 Agosto 2022 passa in prestito alla squadra Leganes.
Il 1° luglio 2025 dopo tre stagioni, nelle quali mette a segno 86 presenze e due goal, si trasferisce al Getafe a titolo gratuito.

### Nazionale
Ha esordito in nazionale nel 2021; nello stesso anno, è stato convocato per la Coppa delle nazioni africane.

## Statistiche
Statistiche aggiornate al 24 settembre 2020.

### Presenze e reti nei club
| Stagione             | Squadra              | Campionato           | Campionato | Campionato | Coppe nazionali | Coppe nazionali | Coppe nazionali | Coppe continentali | Coppe continentali | Coppe continentali | Altre coppe | Altre coppe | Altre coppe | Totale | Totale | Totale |
| Stagione             | Squadra              | Comp                 | Pres       | Reti       | Comp            | Pres            | Reti            | Comp               | Pres               | Reti               | Comp        | Pres        | Reti        | Pres   | Reti   |        |
| -------------------- | -------------------- | -------------------- | ---------- | ---------- | --------------- | --------------- | --------------- | ------------------ | ------------------ | ------------------ | ----------- | ----------- | ----------- | ------ | ------ | ------ |
| 2015-2016            | Sedan                | N                    | 2          | 0          | CF              | 0               | 0               |                    | -                  | -                  |             | -           | -           | 2      | 0      |        |
| 2016-2017            | Sedan                | N                    | 15         | 0          | CF              | 1               | 0               |                    | -                  | -                  |             | -           | -           | 16     | 0      |        |
| Totale Sedan         | Totale Sedan         | Totale Sedan         | 17         | 0          |                 | 1               | 0               |                    | -                  | -                  |             | -           | -           | 18     | 0      |        |
| 2016-2017            | Laval 2              | CFA2                 | 5          | 2          |                 | -               | -               |                    | -                  | -                  |             | -           | -           | 5      | 2      |        |
| 2017-2018            | Laval 2              | N3                   | 8          | 2          |                 | -               | -               |                    | -                  | -                  |             | -           | -           | 8      | 2      |        |
| Totale Laval 2       | Totale Laval 2       | Totale Laval 2       | 13         | 4          |                 | -               | -               |                    | -                  | -                  |             | -           | -           | 13     | 4      |        |
| 2016-2017            | Laval                | L2                   | 5          | 0          | CF+CdL          | 0               | 0               |                    | -                  | -                  |             | -           | -           | 5      | 0      |        |
| 2017-2018            | Laval                | N                    | 17         | 1          | CF+CdL          | 0+1             | 0               |                    | -                  | -                  |             | -           | -           | 18     | 1      |        |
| Totale Laval         | Totale Laval         | Totale Laval         | 22         | 1          |                 | 1               | 0               |                    | -                  | -                  |             | -           | -           | 23     | 1      |        |
| 2018-2019            | Braga B              | LdH                  | 8          | 2          |                 | -               | -               |                    | -                  | -                  |             | -           | -           | 8      | 2      |        |
| 2019-2020            | Braga B              | CdP                  | 14         | 0          |                 | -               | -               |                    | -                  | -                  |             | -           | -           | 14     | 0      |        |
| Totale Braga B       | Totale Braga B       | Totale Braga B       | 22         | 2          |                 | -               | -               |                    | -                  | -                  |             | -           | -           | 22     | 2      |        |
| 2019-2020            | Saint-Étienne        | L1                   | 0          | 0          | CF+CdL          | 1+0             | 0               |                    | -                  | -                  |             | -           | -           | 1      | 0      |        |
| 2020-2021            | Saint-Étienne        | L1                   | 31         | 1          | CF              | 0               | 0               |                    | -                  | -                  |             | -           | -           | 31     | 1      |        |
| 2021-2022            | Saint-Étienne        | L1                   | 13         | 0          | CF              | 0               | 0               |                    | -                  | -                  |             | -           | -           | 13     | 0      |        |
| Totale Saint-Etienne | Totale Saint-Etienne | Totale Saint-Etienne | 44         | 1          |                 | 1               | 0               |                    | -                  | -                  |             | -           | -           | 45     | 1      |        |
| Totale carriera      | Totale carriera      | Totale carriera      | 118        | 8          |                 | 3               | 0               |                    | -                  | -                  |             | -           | -           | 121    | 8      |        |

### Cronologia presenze e reti in nazionale
| Cronologia completa delle presenze e delle reti in nazionale ― Camerun | Cronologia completa delle presenze e delle reti in nazionale ― Camerun | Cronologia completa delle presenze e delle reti in nazionale ― Camerun | Cronologia completa delle presenze e delle reti in nazionale ― Camerun | Cronologia completa delle presenze e delle reti in nazionale ― Camerun | Cronologia completa delle presenze e delle reti in nazionale ― Camerun | Cronologia completa delle presenze e delle reti in nazionale ― Camerun | Cronologia completa delle presenze e delle reti in nazionale ― Camerun |
| Data                                                                   | Città                                                                  | In casa                                                                | Risultato                                                              | Ospiti                                                                 | Competizione                                                           | Reti                                                                   | Note                                                                   |
| ---------------------------------------------------------------------- | ---------------------------------------------------------------------- | ---------------------------------------------------------------------- | ---------------------------------------------------------------------- | ---------------------------------------------------------------------- | ---------------------------------------------------------------------- | ---------------------------------------------------------------------- | ---------------------------------------------------------------------- |
| 4-6-2021                                                               | Wiener Neustadt                                                        | Nigeria                                                                | 0 – 1                                                                  | Camerun                                                                | Amichevole                                                             | -                                                                      | 74’                                                                    |
| 3-9-2021                                                               | Yaoundé                                                                | Camerun                                                                | 2 – 0                                                                  | Malawi                                                                 | Qual. Mondiali 2022                                                    | -                                                                      | 65’                                                                    |
| 11-10-2021                                                             | Tangeri                                                                | Mozambico                                                              | 0 – 1                                                                  | Camerun                                                                | Qual. Mondiali 2022                                                    | -                                                                      | 46’ 90+3’                                                              |
| 9-1-2022                                                               | Yaoundé                                                                | Camerun                                                                | 2 – 1                                                                  | Burkina Faso                                                           | Coppa d'Africa 2021 - 1º turno                                         | -                                                                      | 88’                                                                    |
| 29-1-2022                                                              | Douala                                                                 | Gambia                                                                 | 0 – 2                                                                  | Camerun                                                                | Coppa d'Africa 2021 - Quarti di finale                                 | -                                                                      | 87’                                                                    |
| 17-11-2023                                                             | Douala                                                                 | Camerun                                                                | 3 – 0                                                                  | Mauritius                                                              | Qual. Mondiali 2026                                                    | -                                                                      | 83’                                                                    |
| 9-1-2024                                                               | Gedda                                                                  | Zambia                                                                 | 1 – 1                                                                  | Camerun                                                                | Amichevole                                                             | -                                                                      | 46’                                                                    |
| 19-1-2024                                                              | Yamoussoukro                                                           | Senegal                                                                | 3 – 1                                                                  | Camerun                                                                | Coppa d'Africa 2023 - 1º turno                                         | -                                                                      | 75’ 79’                                                                |
| 7-9-2024                                                               | Douala                                                                 | Camerun                                                                | 1 – 0                                                                  | Namibia                                                                | Qual. Coppa d'Africa 2025                                              | -                                                                      | 69’                                                                    |
| 10-9-2024                                                              | Kampala                                                                | Zimbabwe                                                               | 0 – 0                                                                  | Camerun                                                                | Qual. Coppa d'Africa 2025                                              | -                                                                      | 68’                                                                    |
| 13-11-2024                                                             | Johannesburg                                                           | Namibia                                                                | 0 – 0                                                                  | Camerun                                                                | Qual. Coppa d'Africa 2025                                              | -                                                                      | 84’                                                                    |
| 19-11-2024                                                             | Yaoundé                                                                | Camerun                                                                | 2 – 1                                                                  | Zimbabwe                                                               | Qual. Coppa d'Africa 2025                                              | -                                                                      | 70’                                                                    |
| Totale                                                                 |                                                                        | Presenze                                                               | 12                                                                     |                                                                        | Reti                                                                   | 0                                                                      |                                                                        |

## Palmarès

### Club

#### Competizioni nazionali
- Segunda División: 1

Leganés: 2023-2024